# Troubles of a Flirt (film 1908)
Troubles of a Flirt è un cortometraggio muto del 1908. Il nome del regista non viene riportato nei crediti del film.

## Trama
Una ragazza si diverte ad amoreggiare con un giovanotto ma i due vengono interrotti dal padre di lei che scaccia l'uomo, rimproverando la figlia. Dovendo assentarsi, papà si fa promettere dalla figlia di non intrattenersi con i suoi corteggiatori. La ragazza, appena il padre è partito, avvisa Charlie di raggiungerla. Mentre la coppia si intrattiene insieme, viene annunciato l'arrivo di un altro spasimante. Il primo si nasconde, seguito ben presto dal secondo quando arriva un terzo corteggiatore. Alla fine, tutti e tre si trovano a condividere lo stesso nascondiglio all'arrivo del padre che, avendoli scoperti, chiama la polizia. I tre vengono portati via per presentarsi poi in tribunale dove il vecchio racconta la sua storia mentre la figlia si mette a flirtare con il giudice. Alla fine della deposizione, prodotte le prove, i tre vengono condannati e portati in carcere. Il giudice prende sotto braccio la ragazza ed esce, mentre il padre si accascia affranto a terra.

## Produzione
Il film fu prodotto dalla Vitagraph Company of America.

## Distribuzione
Distribuito dalla Vitagraph Company of America, il film - un cortometraggio di 120 metri - uscì nelle sale cinematografiche statunitensi il 12 aprile 1908.